# أريان فورتين
أريان فورتين (من مواليد 20 نوفمبر 1984) هي ملاكمة كندية هاوية وهي بطلة العالم في الملاكمة مرتين. وبطلة دورة ألعاب الكومنولث 2014 وحائزة على ميدالية برونزية في دورة الألعاب الأمريكية 2015 في تورونتو، كندا.هي مشتركة في نادي Underdog Boxing Club.
بدأت فورتين الملاكمة في عام 2004. عندما كانت تبلغ من العمر 21 عامًا شاركت في بطولة العالم 2005 وفازت بالميدالية الفضية. بعد عام فازت بالميدالية الذهبية في بطولة العالم 2006 في نيودلهيوفازت كذلك بالذهبية في بطولة العالم 2008 في نينغبو بالصين.
بعد فشلها في التأهل إلى الألعاب الأولمبية الصيفية 2012 قررت الانتقال إلى دولة أخرى ذات منافسة أقل في الملاكمة. اختارت لبنان وبدأت في تعلم اللغة العربية، لكنها أعادت النظر بعد تدخل من الاتحاد الدولي للملاكمة للهواة.  عرضت محاولاتها للتأهل لدورة الألعاب الأولمبية 2012 في فيلم Last Women Standing الوثائقي الكندي عام 2013.
شاركت في بطولة العالم 2014 في كوريا الجنوبية وحصلت على الميدالية البرونزية، ومنعها من الفوز بالبطولة خسرتها أمام البطلة الأولمبية كلاريسا شيلدز.
عينت رسميًا في الفريق الأولمبي الكندي في يوليو 2016. في الألعاب الأولمبية 2016 أقصيت من المباراة الأولى في قرار مثير للجدل.

## روابط خارجية
- أريان فورتين  على موقع اللجنة الأولمبية الدولية
- أريان فورتين  على موقع SportsReference  - سبورتس رفرنس
- "Ariane Fortin at Toronto2015.org". مؤرشف من الأصل في 2015-07-22. اطلع عليه بتاريخ 2017-12-11.{{استشهاد ويب}}:  صيانة الاستشهاد: BOT: original URL status unknown (link)